# 山片蟠桃
山片 蟠桃（やまがた ばんとう、延享5年/寛延元年（1748年） - 文政4年2月28日（1821年3月31日））は、江戸時代後期の商人であり学者。播磨国生まれ。名前は、升屋の番頭をしていたことからもじったもので幼名は惣五郎、晩年には長谷川芳秀と名乗る、通称升屋小右衛門。法名釋宗文。なお「蟠桃」は桃の一種で、中国神話においては食べれば不老不死を授かるとされる。

## 生涯
播磨国印南郡神爪村（現兵庫県高砂市）の農家に生まれる。生家は豊かな在郷商人でもあった。13歳のとき大坂の伯父の養子となる。
幼時から大坂の両替商である升屋に仕え、明和8年（1771年）に24歳の若さで番頭となり、傾いていた経営を軌道に乗せ、桝屋を繁盛させた。
財政破綻した仙台藩に建議し、差し米（米俵内の米の品質チェックのために米を部分的に抜き取ること）をそのまま集めて利用し、無駄を浮かせて節約し、藩札を発行するなどした。藩札を発行した代わりに、従来の金貨の金を差し米の節約で捻出した資金で大坂に輸送し、それを利殖に回して巨額の利益を上げた。仙台藩の財政はこれによって再建され、彼は大名貸しの金を回収することができたと言う。文政2年（1819年）には二度目となる幕府からの表彰を受ける。
その功績を讃え、升屋では彼に山片姓を与え、親類並みに遇した。
その一方で学問に励み、晩年には失明という障害を乗り越え、五十半ばから著作にとりかかった主著『夢の代』を死の前年に完成させた。

## 思想
大坂町人・大坂商人の学塾である懐徳堂で中井竹山・履軒兄弟に朱子学を、先事館で麻田剛立に天文を学ぶ。
極めて唯物論的な立場を取り、天文、宗教、経済、歴史等を百科全書的に論じた『夢の代』は、無鬼論（無神論）の主張、地動説の支持、応神天皇以前の日本書紀の真実性の否定など先進的な持論を展開した点が特筆される。
具体的には、『夢ノ代』の冒頭である「天文編」で地動説と太陽系を紹介し、太陽系と同じものが宇宙に無数にあることや万有引力説を説いている。土星の絵に環を画き、国学者の宇宙図を冷笑し、「神代編」では、記・紀を批判し、日本神国論も否定し、国生みは夫婦であるイザナキ・イザナミ二神の生殖行為を示すものとの見解を述べている。また五行説（万物が木火土金水の五つの気から成るという説）を儒学者の妄説とし、天災もその実は人災であると鋭く批判している。
ただし、国家論においては保守的であり、「封建は天下自然の大道にして、王者の好む所」として、現実体制を肯定し、尊王敬幕といった幕府寄りの立場をとった。それでも諸藩経済に関しては、藩に規律なく、大名達が身分不相応の贅沢をするため、悪化していると批判はしている。またその財政立て直しの経験から豊臣秀吉の高米価政策を評価し、江戸幕府の低米価論を批判している。また、君主があって臣民が生じたのではなく、庶民が先にあって主君を作ったものであるという考えを有していた。

## 著書
- 『夢の代』-「日本思想大系 43　富永仲基・山片蟠桃」有坂隆道校注、岩波書店
- 『大知弁』
- 『草稿抄』

## 関係文献
- CiNii>山片蟠桃
- 亀田次郎『山片蟠桃』全國書房、大阪、1943年（昭和18年）。2014年1月15日閲覧。